# Acrorhynchides reprobatus
Acrorhynchides reprobatus är en plattmaskart som först beskrevs av Pereyaslawsewa 1892, och fick sitt nu gällande namn av Embrik Strand 1928. Acrorhynchides reprobatus ingår i släktet Acrorhynchides och familjen Polycystididae. Inga underarter finns listade i Catalogue of Life.